# Internationale Formel-Master-Saison 2010
Die Internationale Formel-Master-Saison 2010 sollte die vierte Saison der Internationalen Formel Master werden. Die Saison wäre am 22. Mai 2010 in Monza angefangen und das letzte Saisonrennen hätte am 19. September 2010 in Valencia stattgefunden.
Die Saison wurde nicht gestartet.

## Regularien

### Technisches Reglement
In der Internationalen Formel Master sind alle Teams mit dem gleichen Auto – dem Formel 2000 von Tatuus gefahren. Chassis und Karosserie waren aus Kohlenstofffaser gefertigt. Die Motoren stammten von Honda und verfügten bei 2000 cm3 Hubraum über 180 kW. Die Bremsen wurden von Brembo geliefert und die Reifen von Yokohama. Die Elektronik stammte von Magneti Marelli. Die Sicherheitsstandards entsprachen den Regularien der FIA für die Formel 3 von 2008.
Außerdem hätte es 2010 eine Light-Klasse geben sollen, in der Rennboliden aus den Jahren 2007–2009 zum Einsatz gekommen wären.

### Sportliches Reglement
Jedes Rennwochenende hätte am Freitag mit zwei 45-minütigen Trainings und einer 30-minütigen Qualifikation, mit der die Startaufstellung des ersten Rennens ermittelt worden wäre, begonnen. Das erste Rennen wäre am Samstag ausgetragen worden und wäre über eine Distanz von ca. 75 km gegangen. Das am Sonntag gefahrene zweite Rennen hätte eine Distanz von ca. 100 km gehabt. Die Startaufstellung dieses Rennens hätte sich aus dem Ergebnis des ersten Rennens, wobei die ersten Acht in umgekehrter Reihenfolge gestartet wären, ergeben.
Der Meister hätte einen Testtag in der GP2-Serie erhalten.

## Starterfeld
Für die Saison 2010 hatte sich nur das italienische Team Euronova Racing als Teilnehmer eingeschrieben.

## Rennen
Die Formel-Master-Saison 2010 hätte sieben Rennwochenenden in sieben verschiedenen Ländern umfasst. Auf jeder Rennstrecke wären zwei Rennen gefahren worden. Alle Rennen hätten im Rahmenprogramm der WTCC stattgefunden.
| Nr.     | Datum                         | Rennstrecke  |
| ------- | ----------------------------- | ------------ |
| 1.–2.   | 22. Mai – 23. Mai             | Monza        |
| 3.–4.   | 19. Juni – 20. Juni           | Zolder       |
| 5.–6.   | 3. Juli – 4. Juli             | Portimão     |
| 7.–8.   | 17. Juli – 18. Juli           | Brands Hatch |
| 9.–10.  | 31. Juli – 1. August          | Brünn        |
| 11.–12. | 4. September – 5. September   | Oschersleben |
| 13.–14. | 18. September – 19. September | Valencia     |

## Wertungen
Im ersten Rennen hätten die acht besten Fahrer Punkte nach dem Schema (10-8-6-5-4-3-2-1) erhalten. Im zweiten Rennen hätten nur die besten sechs Fahrer Punkte nach dem Schema (6-5-4-3-2-1) erhalten. Zusätzlich hätte es jeweils einen Punkt für die schnellste Rennrunde und einen Punkt für die Pole-Position im Hauptrennen gegeben. Die Teams hätten nur für ihre zwei besten Autos Punkte erhalten.